# Liliana Ciobanu
Liliana Ciobanu (n. 17 aprilie 1969

, Roșiorii de Vede, județul Teleorman) este un deputat român, ales în 2012 din partea grupului parlamentar Democrat și Popular.
În timpului mandatului a trecut la deputați neafiliați.